# ドミニク・ワーグナー
ドミニク・ワーグナー（Dominik Wagner、1997年7月8日 - ）は、オーストリア・ウィーン生まれのコントラバス奏者、ソリスト。コントラバスのソロ楽器としての可能性を再定義し、コントラバスのオリジナルの作品だけだはなく様々な作品を演奏する。現在はソリストとしての活動以外にもヴュルツブルク音楽大学（ドイツ）教授として教育活動にも力を入れている。

## 略歴
1997年オーストリアのウィーンで生まれたドミニクは当初チェロを学んでいたが、2007年にコントラバスに転向、その後2009年 - 2015年の間ウィーン国立音楽大学（mdw）で学び、2015年 - 2022年にかけてニュルンベルク音楽大学でドーリン・マルクの元で勉強をする。
2016年にARDミュンヘン国際音楽コンクール（ドイツ）で第3位入賞をはじめ、ブラデッチ財団国際コントラバスコンクール（アメリカ）やボッテジーニ国際コンクール（イタリア）などほぼ全てのコンクールで優勝・入賞を果たす。バイエルン放送交響楽団、ケルンWDR交響楽団をはじめ様々なオーケストラとソリストとしてこれまでに共演を重ねる。26歳の若さで2023年にヴュルツブルク音楽大学（ドイツ）教授に就任し教育活動に力を注いでいる。
現在は、ジュリアード音楽院をはじめ、世界各地でマスタークラス及び演奏活動を続けている。

## 録音
- Bottesini: Revolution of Bass（2021年）
- Chapters (A Double Bass Story)（2023年）
- Double Bass Rhapsody（2023年）

（レーベルは全てBerlin Classics）

## レパートリー
ドミニク・ワーグナーのレパートリーは非常に多彩なものである。
バッハの無伴奏チェロ組曲をはじめ、コントラバスでは定番の作曲家であるボッテジーニや、ニーノ・ロータ、さらにはガーシュインなど、非常に広い時代のレパートリーを持つ。
彼と彼の父親（ヴォルフラム・ワーグナー）によって編曲され、2023年の夏にスイス・ルツェルンで初演されたドボルジャークのチェロ協奏曲第1番（コントラバス版）の初演は記憶に新しい。